# Hypoblast
Der Hypoblast ist als eine Struktur der frühen Embryonalentwicklung vieler Wirbeltiere neben dem Epiblasten, dem Embryoblasten und dem Trophoblasten ein Teil der sich entwickelnden Blastula oder Blastocyste.
Oft wird er für die Vorstufe des Entoderms gehalten. Bei einigen Tierarten konnte jedoch nachgewiesen werden, dass alle Keimblätter aus dem Epiblasten hervorgehen, indem Zellen des Epiblasts in Richtung Hypoblast wandern und diesen verdrängen. Der Hypoblast ist allerdings nicht weniger wichtig, ist er doch beispielsweise für die Bildung des Dottersacks verantwortlich.
Der Hypoblast des menschlichen Embryos differenziert sich in der zweiten Entwicklungswoche aus den Zellen des Embryoblasten, die zur Blastozystenhöhle hin zeigen. Er besteht aus einer einschichtigen Lage flacher Zellen. Hypoblastenzellen wandern zu den Seiten in die Blastozystenhöhle aus und kleiden deren Innenwand mit Zellen aus. Diese Zellschicht wird auch Heuser-Membran genannt und bildet die Innenwand des primären Dottersacks. Hypoblastenzellen besiedeln zudem die Spalträume, die zwischen dem Dottersack und dem schneller wachsenden Zytotrophoblasten entstehen. Dieses Netzwerk an ausgewanderten Zellen wird als extraembryonales Mesoderm bezeichnet und umschließt sowohl den Dottersack als auch die Amnionhöhle.